# Rodrigo Rato
Rodrigo de Rato y Figaredo (Madrid, 18 de março de 1949) é um economista e político espanhol, membro do Partido Popular da Espanha.
Foi vice-presidente do governo da Espanha durante o mandato de José María Aznar, de 5 de maio de 1996 a 21 de agosto de 2004.
Desde 7 de outubro de 2004 até 19 de junho de 2007 foi diretor-gerente do Fundo Monetário Internacional (FMI).
Em 2014, Rodrigo Rato e cerca de 80 membros da classe dirigente espanhola foram acusados de violação do direito das empresas por terem gastado um total de 15 milhões de euros em discotecas, safaris e artigos de luxo com cartões de crédito da Caja Madrid e do Bankia e escapado ao fisco. O Partido Popular expulsou do partido o ex-diretor do FMI.